# Poltava
Poltava (în limbile ucraineană/rusă: Полтава; poloneză: Połtawa) este un oraș în Ucraina centrală. Poltava este centrul administrativ al regiunii Poltava și al raionului cu același nume din cadrul regiunii. Orașul are la rândul lui statutul de raion în cadrul regiunii. Populația orașului este de 313.400, conform estimării din 2004.

## Istoria
Data fondării orașului Poltava este necunoscută cu certitudine. Mormântul marelui conducător bulgar Baltavar Kubrat a fost găsit în vecinătatea orașului, iar numele orașului derivă de la titlul său princiar, purtat șî de predecesorii săi. Deși orașul nu a fost atestat mai înainte de anul 1174, autoritățile municipale au ales să sărbătorească aniversarea a 1.100 de ani de existanță a orașului în 1999, pentru niște motive care nu au fost explicate. Arheologii au descoperit că în zona orașului se găsesc urme de locuire încă din paleolitic, ca și din perioada scitică, ceea ce dovedește locuirea neîntreruptă a locului.
Numele actual al orașului este în mod tradițional legat de așezarea Ltava care este menționată în Letopisețul Ipatiev din 1174. Regiunea a aparținut Marelui Ducat al Lituaniei în secolul al XIV-lea. Orașul a trecut sub administrația Poloniei în 1569. În 1648, Poltava a fost ocupat de magnatul ruteno-polonez Jeremi Wiśniowiecki (1612-1651). Poltava a fost garnizoana de bază a unuia dintre cele mai distinse regimente de cazaci. În 1667 orașul a trecut sub stăpânirea Imperiului Rus.
În bătălia de la Poltava din 27 iunie stil vechi/8 iulie stil nou 1709, țarul Petru cel Mare, aflat în fruntea a 45.000 de soldați a înfrânt armata suedeză de 29.000 de oameni a feldmareșalului Carl Gustaf Rehnskiöld (care primise comanda armatei după rănirea regelui suedez Carol al XII-lea de pe 17 iunie).
„Ca un suedez la Poltava” a rămas o comparație pentru „total neputincios” atât în limba rusă cât și în cea ucraineană. Bătălia de la Poltava a marcat sfârșitul statutului de mare putere a Suediei și înclocuirea ei cu Rusia.
Orașul a fost gazdă a Mir Yeshiva în timpul primului război mondial până în 1921.
Vegetația naturală de stepă aproape că nu s-a păstrat aici. Pădurile și arbuștii, împreună cu centurile forestiere, ocupă aproximativ 7,5% din teritoriu, în principal de-a lungul malurilor râurilor, pe dune de nisip și rigole.

## Locuri de interes turistic

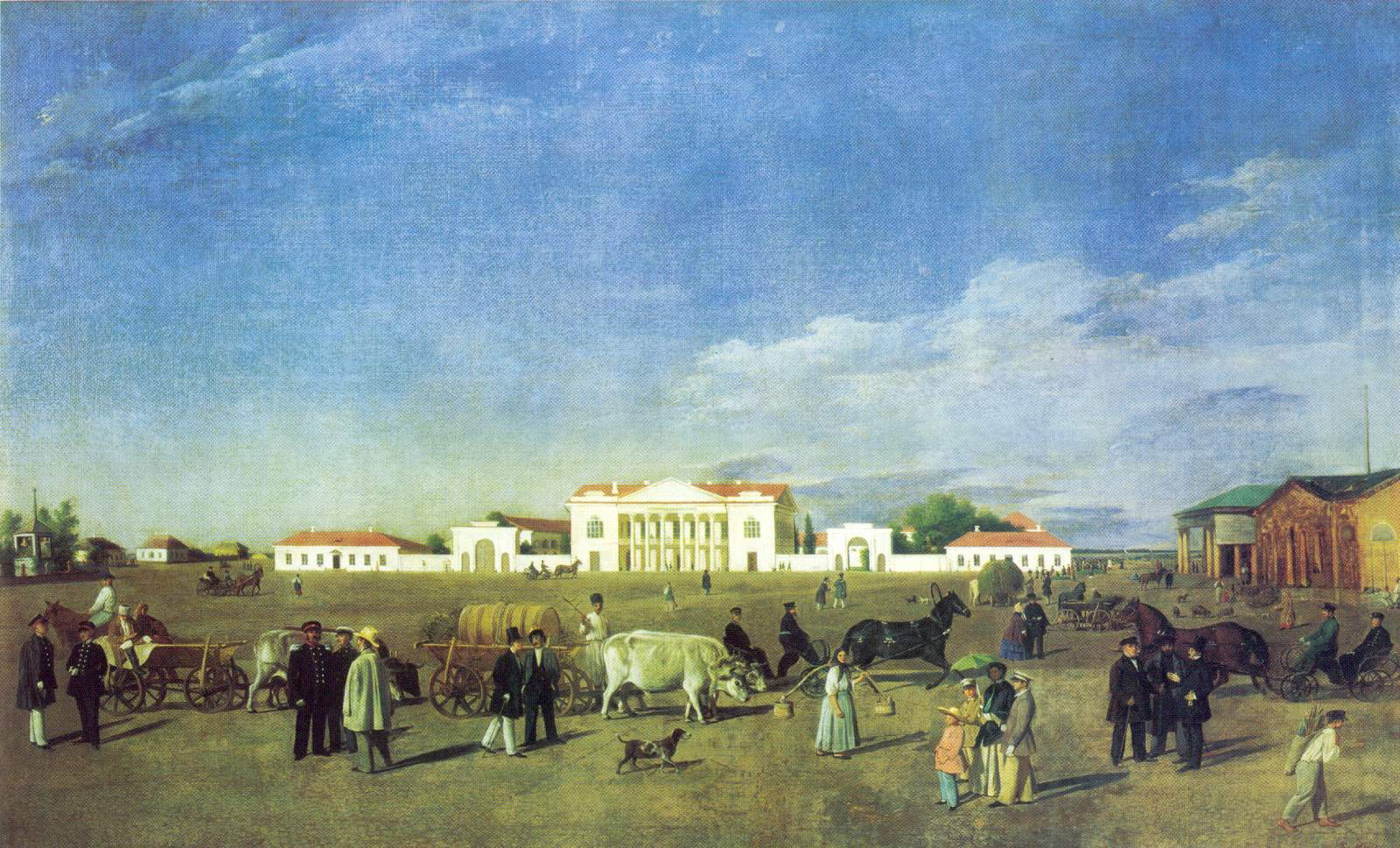
Piața Alexandru în 1850

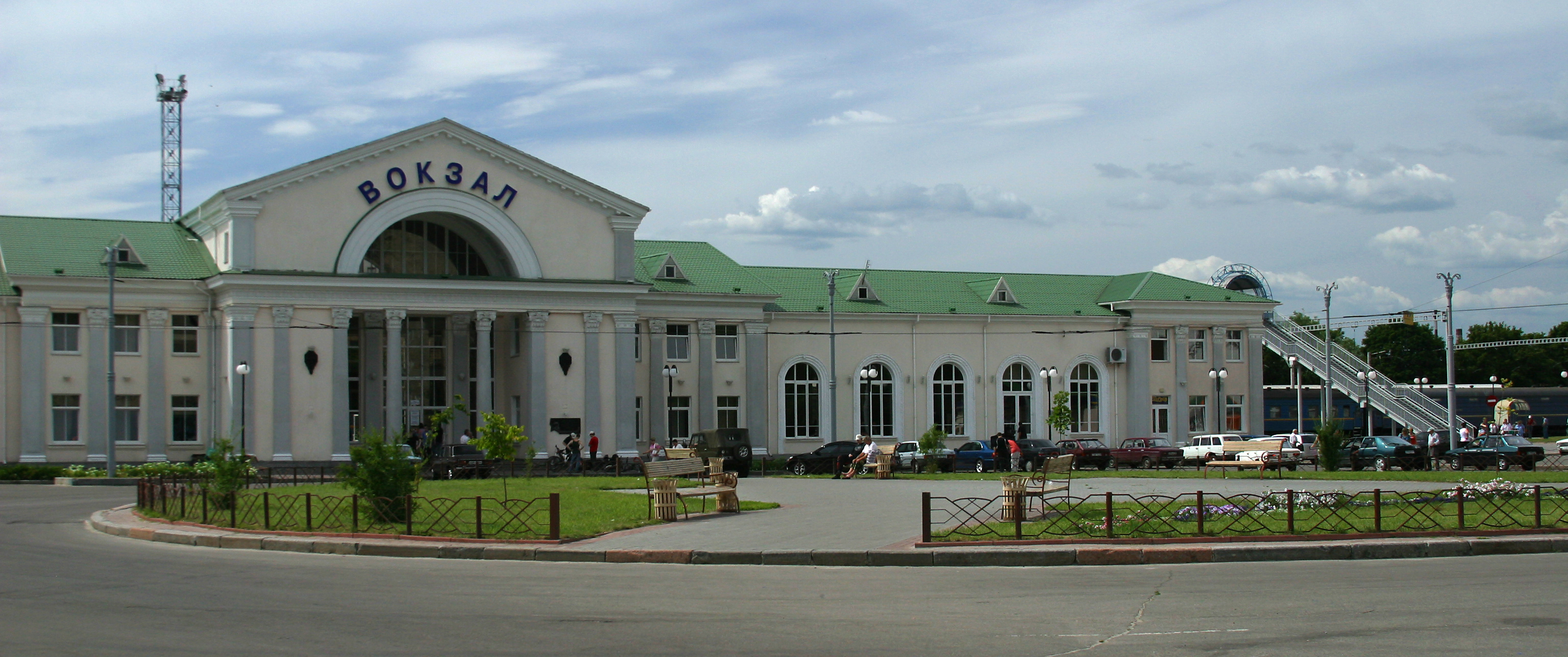
Gara orașului

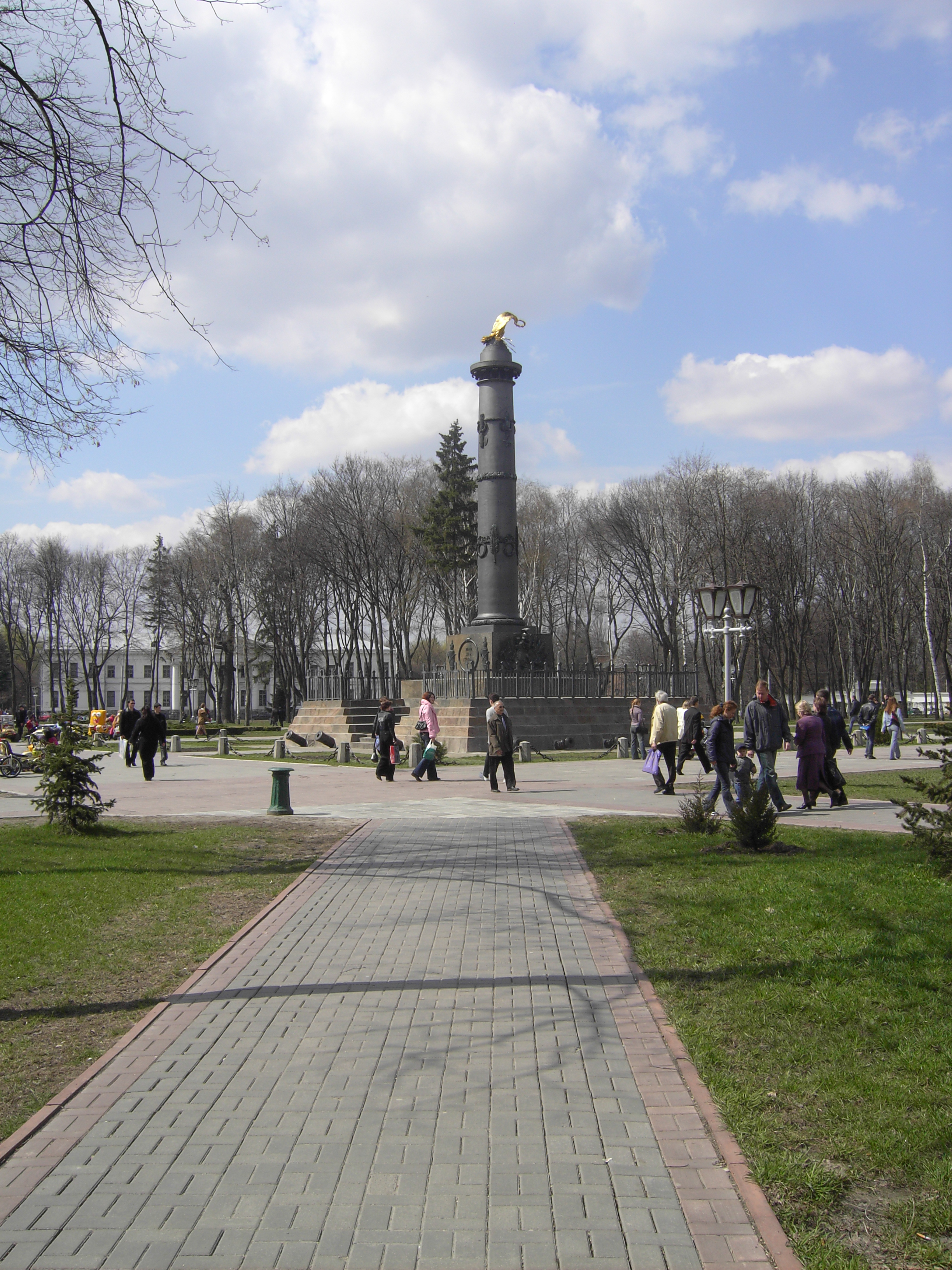
Parcul Octombrie

Centrul orașului vechi este o piață semicirculară neoclasică, în centru aflându-se o coloană toscană din fontă (1805-1811), ridicată pentru comemorarea centenarului bătăliei de la Poltava, turnată din metalul a 18 tunuri sudeze capturate în timpul bătăliei. Dat fiind faptul că Petru cel Mare a sărbătorit victoria în Biserica Mântuitorului, această veche biserică din lemn a fost păstrată și restaurată cu grijă de mai multe ori până în ziua de azi. Catedrala cu cinci turnuri a orașului, dedicată Zilei crucii, este un monument în construit în stil baroc căzăcesc între 1699 și 1709. O altă biserică dedicată Adormirii Maicii Domnului fost distrusă în 1934 și a fost reconstruită în ultimul deceniu al secolului trecut.

## Demografie
Componența lingvistică a localității Poltava
     Ucraineană (96,88%)
     Rusă (3,13%)
Conform recensământului din 2001, majoritatea populației localității Poltava era vorbitoare de ucraineană (96,88%), existând în minoritate și vorbitori de rusă (3,13%).

## Personalități născute aici
- Paisie Velicicovschi (1722 - 1794), teolog ortodox;
- Vasile Curdinovschi (1871 - ?), politician;
- Anatoli Lunacearski (1875 - 1933), revoluționar marxist;
- Simon Petliura (1879 - 1926), publicist, scriitor, jurnalist, politician, om de stat ucrainean]];
- Iuri Kondratiuk (1897 - 1942), om de știință;
- Dmitri Ivanenko (1904 - 1994), fizician ucrainean.
- Illia Kyva (1977 - 2023), politician (executat pentru trădare).